# Oratorio di San Pietro (Castel Goffredo)
L'oratorio di San Pietro era un edificio religioso situato in località San Pietro, alla periferia est di Castel Goffredo, poco distante dalla frazione Berenzi, in provincia di Mantova.

## Storia e descrizione
L'oratorio è documentato nel 1566, durante la visita del vescovo di Brescia Domenico Bollani.
Della facciata dell'antico oratorio, inglobato in una corte agricola, rimane evidenza in due lesene che poggiano sulle loro basi.
Ciò che resta degli interni è adibito a rustico agricolo, mentre sono ancora visibili l'arco che separava la piccola navata dal presbiterio, nella quale si notano ancora tracce di affreschi.